# مانتو (کارولینای شمالی)
مانتو (به انگلیسی: Manteo) شهرکی در ایالت کارولینای شمالی کشور ایالات متحده آمریکا است که جمعیت آن در سرشماری سال ۲۰۱۰ میلادی، ۱٬۴۳۴ نفر بوده‌است.